# Fußballclub Bayer 05 Uerdingen 1993-1994
Questa voce raccoglie le informazioni riguardanti l'Fußballclub Bayer 05 Uerdingen nelle competizioni ufficiali della stagione 1993-1994.

## Stagione
Nella stagione 1993-1994 il Bayer Uerdingen, allenato da Friedhelm Funkel, concluse il campionato di 2. Bundesliga al 2º posto. In Coppa di Germania il Bayer Uerdingen fu eliminato al terzo turno dal Carl Zeiss Jena.

## Rosa
| N. |                      | Ruolo | Calciatore       |
| -- | -------------------- | ----- | ---------------- |
| 1  | Germania (bandiera)  | P     | Bernd Dreher     |
| 2  | Germania (bandiera)  | D     | Helmut Rahner    |
| 5  | Germania (bandiera)  | D     | Heiko Peschke    |
| 7  | Rep. Ceca (bandiera) | A     | Günter Bittengel |
| 8  | Germania (bandiera)  | C     | Axel Jüptner     |
| 10 | Germania (bandiera)  | C     | Horst Steffen    |
| 11 | Germania (bandiera)  | A     | Heiko Laeßig     |
| 12 | Germania (bandiera)  | C     | Sebastian Hahn   |
| 13 | Germania (bandiera)  | D     | Mustafa Doğan    |
| 14 | Germania (bandiera)  | C     | Marcus Wedau     |
| 17 | Germania (bandiera)  | C     | Gerd Kühn        |

| N. |                     | Ruolo | Calciatore          |
| -- | ------------------- | ----- | ------------------- |
|    | Russia (bandiera)   | D     | Sergey Gorlukovich  |
|    | Germania (bandiera) | D     | Alexander Kutschera |
|    | Austria (bandiera)  | D     | Mario Posch         |
|    | Germania (bandiera) | C     | Ralf Geilenkirchen  |
|    | Germania (bandiera) | C     | Stephan Küsters     |
|    | Polonia (bandiera)  | C     | Michał Probierz     |
|    | Germania (bandiera) | C     | Kai-Uwe Schnell     |
|    | Serbia (bandiera)   | A     | Željko Dakić        |
|    | Germania (bandiera) | A     | Markus Feldhoff     |
|    | Germania (bandiera) | A     | Frank Weber         |

## Organigramma societario
Area tecnica
- Allenatore: Friedhelm Funkel
- Allenatore in seconda:
- Preparatore dei portieri:
- Preparatori atletici:

## Calciomercato

### Sessione estiva
| Acquisti | Acquisti           | Acquisti               | Acquisti |
| R.       | Nome               | da                     | Modalità |
| -------- | ------------------ | ---------------------- | -------- |
| C        | Michał Probierz    | Ruch Chorzów           |          |
| D        | Tim Allpress       | Boston Utd             |          |
| D        | Mustafa Doğan      | Uerdingen 05 (allievi) |          |
| C        | Ralf Geilenkirchen | Eintracht Braunschweig |          |
| C        | Kai-Uwe Schnell    | Oldenburg              |          |
| C        | Horst Steffen      | Borussia M'gladbach    |          |

| Cessioni | Cessioni         | Cessioni           | Cessioni |
| R.       | Nome             | a                  | Modalità |
| -------- | ---------------- | ------------------ | -------- |
| A        | Thomas Adler     | Fortuna Düsseldorf |          |
| C        | Dirk Bremser     | Hertha Berlino     |          |
| D        | Markus Kranz     | Dinamo Dresda      |          |
| D        | Stephan Paßlack  | Colonia            |          |
| C        | Thomas Puschmann | Duisburg           |          |
| C        | Andreas Sassen   | Amburgo            |          |
| C        | Richard Walz     | FSV Francoforte    |          |

### Sessione invernale
| Acquisti | Acquisti | Acquisti | Acquisti |
| R.       | Nome     | da       | Modalità |
| -------- | -------- | -------- | -------- |

| Cessioni | Cessioni     | Cessioni       | Cessioni |
| R.       | Nome         | a              | Modalità |
| -------- | ------------ | -------------- | -------- |
| D        | Tim Allpress | Colchester Utd |          |

## Risultati

### 2. Bundesliga

#### Girone di andata
| Arbitro: | Best |

|                                   |           |  |
| Reich 43’ Winter 81’ Dammeier 87’ | Marcatori |  |

| Arbitro: | Zerr |

|  |           |           |
|  | Marcatori | 34’ Linke |

| Arbitro: | Wiesel |

|              |           |                                       |
| Wienhold 50’ | Marcatori | 8’ Hahn 36’ Feldhoff 44’, 79’ Steffen |

| Arbitro: | Weise |

|           |           |  |
| Weber 74’ | Marcatori |  |

| Arbitro: | Holz |

|                                |           |  |
| Chałaśkiewicz 28’ Zallmann 35’ | Marcatori |  |

| Arbitro: | Hauer |

|                      |           |  |
| Peschke 48’ Hahn 84’ | Marcatori |  |

| Arbitro: | Schäfer |

|  |           |                        |
|  | Marcatori | 69’ Laeßig 89’ Steffen |

| Arbitro: | Kiefer |

|                                       |           |          |
| Peschke 26’ Steffen 60’ Bittengel 90’ | Marcatori | 41’ Flad |

| Arbitro: | Pohlmann |

|           |           |             |
| Klopp 17’ | Marcatori | 73’ Jüptner |

| Arbitro: | Koop |

|                                        |           |                               |
| Raičković 49’ (aut.) Feldhoff 58’, 79’ | Marcatori | 68’ Schjønberg 72’ Sundermann |

| Arbitro: | Fux |

|                           |           |                 |
| Stickroth 69’ Krätzer 77’ | Marcatori | 66’ Gorlukovich |

| Arbitro: | Wippermann |

|            |           |  |
| Laeßig 42’ | Marcatori |  |

| Bochum 23 ottobre 1993, ore 15:30 CET 13ª giornata | Bochum | 0 – 0 referto | Bayer Uerdingen | Ruhrstadion (14 600 spett.)\| Arbitro: \| Wagner \| |
| Arbitro:                                           | Wagner |               |                 |                                                     |

| Arbitro: | Kuhne |

|            |           |              |
| Rahner 40’ | Marcatori | 29’ Feinbier |

| Amburgo 5 novembre 1993, ore 20:00 CET 15ª giornata | St. Pauli | 0 – 0 referto | Bayer Uerdingen | Millerntor-Stadion (16 270 spett.)\| Arbitro: \| Habermann \| |
| Arbitro:                                            | Habermann |               |                 |                                                               |

| Krefeld 12 novembre 1993, ore 20:00 CET 16ª giornata | Bayer Uerdingen | 0 – 0 referto | Carl Zeiss Jena | Grotenburg Stadion (4 000 spett.)\| Arbitro: \| Fleischer \| |
| Arbitro:                                             | Fleischer       |               |                 |                                                              |

| Arbitro: | Amerell |

|  |           |                             |
|  | Marcatori | 78’ Radschuweit 82’ Lottner |

| Arbitro: | Fandel |

|               |           |             |
| Schmöller 13’ | Marcatori | 45’ Jüptner |

| Arbitro: | Fleske |

|                 |           |                          |
| Gorlukovich 75’ | Marcatori | 26’ Köpper 79’ Policella |

#### Girone di ritorno
| Krefeld 20 febbraio 1994, ore 15:00 CET 20ª giornata | Bayer Uerdingen | 0 – 0 referto | Wolfsburg | Grotenburg Stadion (3 000 spett.)\| Arbitro: \| Assenmacher \| |
| Arbitro:                                             | Assenmacher     |               |           |                                                                |

| Arbitro: | Brandt-Chollé |

|  |           |               |
|  | Marcatori | 41’ Bittengel |

| Arbitro: | Leimert |

|                          |           |  |
| Laeßig 48’ Kutschera 78’ | Marcatori |  |

| Arbitro: | Holz |

|  |           |                         |
|  | Marcatori | 18’ Laeßig 87’ Feldhoff |

| Arbitro: | Scheuerer |

|                       |           |           |
| Schnell 14’ Weber 65’ | Marcatori | 31’ Lange |

| Arbitro: | Werthmann |

|  |           |                          |
|  | Marcatori | 22’ Bittengel 82’ Laeßig |

| Arbitro: | Müller |

|           |           |           |
| Dakić 32’ | Marcatori | 59’ Hotić |

| Arbitro: | Buchhart |

|          |           |                 |
| Levý 50’ | Marcatori | 60’ Gorlukovich |

| Arbitro: | Haupt |

|                                       |           |  |
| Bittengel 32’ Laeßig 47’ Feldhoff 75’ | Marcatori |  |

| Arbitro: | Frey |

|                             |           |               |
| Groth 22’ Breitenreiter 73’ | Marcatori | 14’ Bittengel |

| Arbitro: | Wagner |

|             |           |                                     |
| Steffen 88’ | Marcatori | 68’ Bürger 74’ Wynalda 76’ Savichev |

| Monaco di Baviera 29 aprile 1994, ore 20:00 CEST 31ª giornata | Monaco 1860 | 0 – 0 referto | Bayer Uerdingen | Stadion an der Grünwalder Straße (28 000 spett.)\| Arbitro: \| Steinborn \| |
| Arbitro:                                                      | Steinborn   |               |                 |                                                                             |

| Arbitro: | Zerr |

|                                                  |           |  |
| Stöver 20’ (aut.) Geilenkirchen 36’ Feldhoff 45’ | Marcatori |  |

| Arbitro: | Kemmling |

|           |           |                                  |
| Pusch 48’ | Marcatori | 23’ Hahn 41’ Steffen 80’ Peschke |

| Arbitro: | Schmidt |

|                              |           |  |
| Bittengel 10’, 72’ Weber 64’ | Marcatori |  |

| Arbitro: | Fandel |

|  |           |                 |
|  | Marcatori | 17’, 70’ Laeßig |

| Arbitro: | Domurat |

|  |           |             |
|  | Marcatori | 58’ Steffen |

| Krefeld 4 giugno 1994, ore 15:30 CEST 37ª giornata | Bayer Uerdingen | 0 – 0 referto | Hertha Berlino | Grotenburg Stadion (7 200 spett.)\| Arbitro: \| Harder \| |
| Arbitro:                                           | Harder          |               |                |                                                           |

| Arbitro: | Dellwing |

|                           |           |  |
| Nachtweih 4’ Schnalke 89’ | Marcatori |  |

### Coppa di Germania
| Arbitro: | Steinborn |

|             |           |  |
| Feldhoff 8’ | Marcatori |  |

| Arbitro: | Casper |

|                           |           |                               |
| Weber 43’ Gorlukovich 74’ | Marcatori | 11’ Wittke 50’, 53’ Schreiber |

## Statistiche

### Statistiche di squadra
| Competizione      | Punti | In casa | In casa | In casa | In casa | In casa | In casa | In trasferta | In trasferta | In trasferta | In trasferta | In trasferta | In trasferta | Totale | Totale | Totale | Totale | Totale | Totale | DR  |
| Competizione      | Punti | G       | V       | N       | P       | Gf      | Gs      | G            | V            | N            | P            | Gf           | Gs           | G      | V      | N      | P      | Gf     | Gs     | DR  |
| ----------------- | ----- | ------- | ------- | ------- | ------- | ------- | ------- | ------------ | ------------ | ------------ | ------------ | ------------ | ------------ | ------ | ------ | ------ | ------ | ------ | ------ | --- |
| 2. Bundesliga     | 47    | 19      | 10      | 5       | 4       | 27      | 14      | 19           | 8            | 6            | 5            | 22           | 16           | 38     | 18     | 11     | 9      | 49     | 30     | +19 |
| Coppa di Germania | -     | 2       | 1       | 0       | 1       | 3       | 3       | 0            | 0            | 0            | 0            | 0            | 0            | 2      | 1      | 0      | 1      | 3      | 3      | 0   |
| Totale            | 47    | 21      | 11      | 5       | 5       | 30      | 17      | 19           | 8            | 6            | 5            | 22           | 16           | 40     | 19     | 11     | 10     | 52     | 33     | +19 |

### Andamento in campionato
| Giornata  | 1  | 2  | 3  | 4 | 5  | 6  | 7 | 8 | 9 | 10 | 11 | 12 | 13 | 14 | 15 | 16 | 17 | 18 | 19 | 20 | 21 | 22 | 23 | 24 | 25 | 26 | 27 | 28 | 29 | 30 | 31 | 32 | 33 | 34 | 35 | 36 | 37 | 38 |
| --------- | -- | -- | -- | - | -- | -- | - | - | - | -- | -- | -- | -- | -- | -- | -- | -- | -- | -- | -- | -- | -- | -- | -- | -- | -- | -- | -- | -- | -- | -- | -- | -- | -- | -- | -- | -- | -- |
| Luogo     | T  | C  | T  | C | T  | C  | T | C | T | C  | T  | C  | T  | C  | T  | C  | C  | T  | C  | C  | T  | C  | T  | C  | T  | C  | T  | C  | T  | C  | T  | C  | T  | C  | T  | T  | C  | T  |
| Risultato | P  | P  | V  | V | P  | V  | V | V | N | V  | P  | V  | N  | N  | N  | N  | P  | N  | P  | N  | V  | V  | V  | V  | V  | N  | N  | V  | P  | P  | N  | V  | V  | V  | V  | V  | N  | P  |
| Posizione | 19 | 20 | 13 | 9 | 16 | 12 | 5 | 3 | 4 | 4  | 4  | 4  | 4  | 3  | 3  | 3  | 4  | 4  | 9  | 6  | 6  | 5  | 4  | 3  | 2  | 4  | 4  | 3  | 3  | 3  | 3  | 3  | 3  | 2  | 2  | 2  | 2  | 2  |

Legenda:

Luogo: C = Casa; T = Trasferta. Risultato: V = Vittoria; N = Pareggio; P = Sconfitta.

### Statistiche dei giocatori
!! colspan="4" | Totale

| Giocatore        | 2. Bundesliga | 2. Bundesliga | 2. Bundesliga | 2. Bundesliga | Coppa di Germania G. Bittengel | Coppa di Germania G. Bittengel | Coppa di Germania G. Bittengel | Coppa di Germania G. Bittengel | 36       | 7    | 3           | 0          | 2 | 0 | 0 | 0 | 38 | 7 | 3 | 0 |
| Giocatore        | Presenze      | Reti          | Ammonizioni   | Espulsioni    | Presenze                       | Reti                           | Ammonizioni                    | Espulsioni                     | Presenze | Reti | Ammonizioni | Espulsioni |   |   |   |   |    |   |   |   |
| Ž. Dakić         | 16            | 1             | 1             | 0             | 1                              | 0                              | 0                              | 0                              | 17       | 1    | 1           | 0          |   |   |   |   |    |   |   |   |
| M. Doğan         | 2             | 0             | 0             | 0             | 0                              | 0                              | 0                              | 0                              | 2        | 0    | 0           | 0          |   |   |   |   |    |   |   |   |
| B. Dreher        | 38            | 0             | 2             | 0             | 2                              | 0                              | 0                              | 0                              | 40       | 0    | 2           | 0          |   |   |   |   |    |   |   |   |
| M. Feldhoff      | 34            | 6             | 5             | 0             | 1                              | 1                              | 1                              | 0                              | 35       | 7    | 6           | 0          |   |   |   |   |    |   |   |   |
| R. Geilenkirchen | 11            | 1             | 2             | 1             | 0                              | 0                              | 0                              | 0                              | 11       | 1    | 2           | 1          |   |   |   |   |    |   |   |   |
| S. Gorlukovich   | 30            | 3             | 2             | 0             | 2                              | 1                              | 0                              | 0                              | 32       | 4    | 2           | 0          |   |   |   |   |    |   |   |   |
| S. Hahn          | 22            | 3             | 6             | 0             | 2                              | 0                              | 0                              | 0                              | 24       | 3    | 6           | 0          |   |   |   |   |    |   |   |   |
| A. Jüptner       | 37            | 2             | 4             | 0             | 2                              | 0                              | 0                              | 0                              | 39       | 2    | 4           | 0          |   |   |   |   |    |   |   |   |
| A. Kutschera     | 37            | 1             | 5             | 0             | 2                              | 0                              | 1                              | 0                              | 39       | 1    | 6           | 0          |   |   |   |   |    |   |   |   |
| G. Kühn          | 18            | 0             | 0             | 0             | 2                              | 0                              | 0                              | 0                              | 20       | 0    | 0           | 0          |   |   |   |   |    |   |   |   |
| S. Küsters       | 4             | 0             | 1             | 0             | 0                              | 0                              | 0                              | 0                              | 4        | 0    | 1           | 0          |   |   |   |   |    |   |   |   |
| H. Laeßig        | 33            | 8             | 9             | 1             | 2                              | 0                              | 1                              | 0                              | 35       | 8    | 10          | 1          |   |   |   |   |    |   |   |   |
| H. Peschke       | 35            | 3             | 4             | 1             | 1                              | 0                              | 0                              | 0                              | 36       | 3    | 4           | 1          |   |   |   |   |    |   |   |   |
| M. Posch         | 0             | 0             | 0             | 0             | 0                              | 0                              | 0                              | 0                              | 0        | 0    | 0           | 0          |   |   |   |   |    |   |   |   |
| M. Probierz      | 9             | 0             | 2             | 0             | 0                              | 0                              | 0                              | 0                              | 9        | 0    | 2           | 0          |   |   |   |   |    |   |   |   |
| H. Rahner        | 31            | 1             | 10            | 2             | 2                              | 0                              | 1                              | 0                              | 33       | 1    | 11          | 2          |   |   |   |   |    |   |   |   |
| K. Schnell       | 33            | 1             | 1             | 0             | 1                              | 0                              | 0                              | 0                              | 34       | 1    | 1           | 0          |   |   |   |   |    |   |   |   |
| H. Steffen       | 35            | 7             | 5             | 1             | 2                              | 0                              | 1                              | 0                              | 37       | 7    | 6           | 1          |   |   |   |   |    |   |   |   |
| F. Weber         | 19            | 3             | 2             | 0             | 2                              | 1                              | 0                              | 0                              | 21       | 4    | 2           | 0          |   |   |   |   |    |   |   |   |
| M. Wedau         | 2             | 0             | 0             | 0             | 0                              | 0                              | 0                              | 0                              | 2        | 0    | 0           | 0          |   |   |   |   |    |   |   |   |